# Esmée Dekker
Esmée Noëlle Dekker (Utrecht, 8 maart 1994) is een Nederlandse zangeres, actrice en danseres.

## Carrière
Dekkers muzikale passie begon rond haar vierde jaar. Ze kreeg zanglessen van Lisa Boray en danste vanaf jongs af aan.
Met musical begon ze pas toen ze 13 was. Haar ouders zagen een oproep voor een musicalworkshop. Ze deed mee en de workshop sloeg aan. Tijdens deze workshop leerde zij een FanWorker kennen, die haar vertelde over de musicalschool. Het leek haar wel wat en ze besloot auditie te doen voor de musical Aladdin, waarop ze werd aangenomen voor de rol van Jasmine.
Na Aladdin heeft Dekker ook nog gespeeld in de musicals Pocahontas, De Klokkenluider van de Notre Dame en Jungle Book.
Daarna ging zij naar de Frank Sanders Academie waar ze afstudeerde.
Ze was te zien in het theater in De Jantjes, Heerlijk duurt het langst, Zo'n Toon, A Chorus Line als Diana Morales. In maart 2017 kreeg ze te horen dat zij de hoofdrol van Eliza Doolittle in My Fair Lady mocht spelen. In 2017 stond zij hiermee in de Nederlandse theaters en was zij genomineerd voor beste vrouwelijke hoofdrol. Daarna speelde Esmée in de musical Evita, de rol van de Maîtresse en alternate 'Evita'. Hierna speelde Esmée in Lazarus van Stage Entertainment. In 2021 toerde ze met de Rocky Horror Picture Show waar ze rol van 'Janet' vertolkte. In 2023 vertolkte Dekker de rol van Betty Rizzo in Grease (musical) en won daarvoor de Musical Award voor beste vrouwelijke bijrol. Daarna volgde hoofdrollen in Saturday Night Fever (musical) en West Side Story (toneelmusical).  
Ook was Esmée te zien in het programma Hit the road  op SBS6 waar ze in de auto van Gordon het lied 'Always Remember Us This Way' zong van Lady Gaga. Dekker geeft ook zangles en verschillende acteer en zangworkshops.
Verder treedt ze regelmatig op met verschillende artiesten en muzikanten.

## Musicals
| Musical                        | Rol                                | Producent                            | Theaterseizoen |
| ------------------------------ | ---------------------------------- | ------------------------------------ | -------------- |
| West Side Story (musical)      | Anita                              | De Graaf & Cornelissen Entertainment | 2025/2026      |
| Saturday Night Fever (musical) | Stephanie Mangano                  | De Graaf & Cornelissen Entertainment | 2024/2025      |
| Grease (musical)               | Rizzo                              | Senf Theaterpartners                 | 2022/2023      |
| Rocky Horror Show              | Janet                              | De Graaf & Cornelissen Entertainment | 2020/2021      |
| Lazarus (musical)              | Teen Girl One                      | Stage Entertainment                  | 2019/2020      |
| Evita (musical)                | Maîtresse, alternate Evita         | De Graaf & Cornelissen Entertainment | 2018/2019      |
| My Fair Lady (musical)         | Eliza Doolittle                    | De Graaf & Cornelissen Entertainment | 2017/2018      |
| A Chorus Line (musical)        | Diana Morales                      | De Graaf & Cornelissen Entertainment | 2016/2017      |
| Zo'n Toon                      | Solist                             | Impact Entertainment                 | 2015/2016      |
| Heerlijk duurt het langst      | Ensemble                           | De Graaf & Cornelissen Entertainment | 2015           |
| De Jantjes (toneelstuk)        | Ensemble, understudy Bleke Doortje | De Graaf & Cornelissen Entertainment | 2014/2015      |